# Clive Anderson
Clive Anderson (Middlesex, 10 december 1952) is een voormalig advocaat en succesvol televisie- en radiopresentator in het Verenigd Koninkrijk.
In 1991 won hij een British Comedy Award, maar hij begon zijn carrière in de showbusiness al tijdens zijn carrière als advocaat. In die tijd werkte hij als stand-upcomedian en scriptschrijver voor komische programma's. Hij was presentator van het radioprogramma Whose Line Is It Anyway? met Stephen Fry en John Sessions als belangrijkste spelers. Toen de serie in 1988 de overstap maakte naar televisie, ging hij mee.
Daarnaast is hij vaak te gast geweest in programma's als Have I Got News For You en QI.

## Biografie
Anderson ging naar de Harrow County School for Boys in Middlesex. Daarna ging hij naar Selwyn College van de Universiteit van Cambridge. In 1974-1975 was hij President van de befaamde Footlights. In 1976 werd hij officieel barrister, een soort advocaat, gespecialiseerd in strafrecht.
Anderson woont nu in met zijn vrouw en drie kinderen in Highbury, Noord-Londen. Hij is een supporter van Arsenal FC en voorzitter van de Woodland Trust, een natuurbeschermingsorganisatie.

## Carrière
In de vroege jaren 80 was Anderson betrokken bij de alternatievecomedybeweging, en hij was bij de opening in 1979 de eerste act op het podium van The Comedy Store. Hij werd bekend van het improvisatieprogramma Whose Line Is It Anyway?, de Engelse voorloper van De Lama's. In het programma kon hij zijn snelle humor goed kwijt, en hij eindigde altijd met zijn catchphrase "This is me, Clive Anderson, saying good night. Good night."
Anderson had tien jaar lang zijn eigen praatprogramma op Channel 4, met de naam Clive Anderson Talks Back. Toen hij in 1996 overstapte naar de BBC werd de titel veranderd in Clive Anderson All Talk. De programma's veroorzaakten soms enige controverse. In een uitzending in 1996 liepen de Bee Gees weg nadat Anderson grappen bleef maken over hun leven en carrière. Richard Branson gooide een glas water over Andersons hoofd. Aan politicus Jeffrey Archer vroeg Anderson eens: "Is there no beginning to your talents?" ("Komt er geen begin aan je talenten?"). Archer antwoordde met "The old jokes are always the best" ("De oude grappen zijn altijd het beste"), waarop Anderson zei: "Yes, I've read your books!" ("Ja, ik heb je boeken gelezen!"). De serie werd voor het laatst uitgezonden in 2001.
Hij verscheen viermaal in Have I Got News For You, en hij is een regelmatige gast in QI. Een van zijn meest memorabele momenten in Have I Got News For You was met andere gast Piers Morgan, tegen wie hij zei dat zijn krant, de Daily Mirror, nu bijna net zo goed was als boulevardblad The Sun. Morgan vroeg hem: "What do you know about editing newspapers?" ("Wat weet jij nou van het redigeren van een krant?"), en hij antwoordde: "About as much as you do" ("Ongeveer net zo veel als jij").